# Colotis antevippe
The Red Tip (Colotis antevippe)là một loài bướm thuộc họ Pieridae. Nó được tìm thấy ở the Afrotropic ecozone.
Sải cánh dài 45–45 mm. The adults have fly year-round.
The larva feed on Boscia albitrunca, Boscia oleoides, Capparis sepiara, Maerua cafra, and Maerua juncea.

## Phụ loài
The following subspecies are recognised:
- C. a. antevippe
- C. a. exole (Reiche, 1849)
- C. a. zera (Lucas, 1852)
- C. a. gavisa (Wallengren, 1857)